# Sidi Ifni-Nou Alacant
Sidi Ifni-Nou Alacant es un barrio de la ciudad española de Alicante, conocido habitualmente por Nou Alacant. Según el padrón municipal, cuenta en el año 2023 con una población de 5155 habitantes (2573 hombres y 2582 mujeres).

## Localización
Nou Alacant limita al norte con los barrios de Virgen del Carmen y Cuatrocientas Viviendas, al este con Garbinet, al sur con Carolinas Altas y al oeste con el barrio de  Altozano-Conde Lumiares y parcialmente con Lo Morant-San Nicolás de Bari.
Asimismo, está delimitado exteriormente, desde el norte y en el sentido horario, por las avenidas y calles siguientes: Diputado José Luis Barceló, Alonso Cano, Periodista Rodolfo de Salazar, General Espartero, Finestrat y Maestro Alonso.

## Antecedentes
Sidi Ifni-Nou Alacant es uno de los seis barrios de la zona norte que nacieron con la inmigración llegada a Alicante, a mediados del siglo XX, desde otras zonas de España. La Administración del momento buscó espacios de la periferia para ubicar los nuevos asentamientos humanos. Se construyó mediante planes de vivienda o iniciativas privadas, pero en muchos casos con escasa calidad. Esto supuso con el paso del tiempo el deterioro rápido de las viviendas, lo que llevó a diseñar planes integrales de rehabilitación.
Algunos bloques de viviendas que iniciaron este barrio, allá por los años sesenta del siglo XX, estuvieron afectados por una estafa piramidal que terminó unos años después en los tribunales.
A finales del siglo XX empezó a desarrollarse una segunda oleada de inmigración, esta vez de personas extranjeras que se fueron mezclando con los residentes anteriores.

## Población
Según el padrón municipal de habitantes de Alicante, la evolución de la población del barrio Sidi Ifni-Nou Alacant en los últimos años, del 2010 al 2022, tiene los siguientes números:
|              | 2010 | 2011   | 2012  | 2013  | 2014  | 2015 | 2016   | 2017   | 2018  | 2019   | 2020  | 2021  | 2022  | 2023   |
| ------------ | ---- | ------ | ----- | ----- | ----- | ---- | ------ | ------ | ----- | ------ | ----- | ----- | ----- | ------ |
| Población    | 5105 | 4983   | 4944  | 4977  | 4886  | 4878 | 4735   | 4616   | 4698  | 4811   | 4892  | 4916  | 4941  | 5155   |
| (Diferencia) |      | (-122) | (-39) | (+33) | (-91) | (-8) | (-143) | (-119) | (+82) | (+113) | (+81) | (+24) | (+25) | (+214) |

## Fiestas
Las fiestas del barrio son, como en el resto de la ciudad de Alicante, las Hogueras de San Juan. Cuenta con una comisión de hogueras:
- Nou Alacant: fundada en los años 80.